# 大高ひさを
大高 ひさを（おおたか ひさを、1916年（大正5年）3月11日 - 1990年（平成2年）9月2日）は、昭和期の作詞家。

## 経歴
北海道小樽市生まれ。テイチク専属作詞家として多数の作品を残し、「玄海ブルース」、「海のジプシー」、「肩で風切るマドロスさん」、「玄海エレジー」（田端義夫）、「君忘れじのブルース」（淡谷のり子）、「アリラン」、「トラジ」、「江の島悲歌」、「連絡船の唄」、「木浦の涙」（菅原都々子）、「炭坑節」（美ち奴）、「泪の連絡船」（真木不二夫）、「東京ロマンス・タイム」（楠トシエ）、「流転笠」（今村隆）、「浮草小唄」（鈴木三重子）、「しのび泣く青春」、「青い夜霧の港町」（大木実）、「カスバの女」（エト邦枝）、「ひとりぽっちの青春」、「世界を賭ける恋」、「男の友情背番号・3」、「街から街へつむじ風」、「王将・夫婦駒」、「夜霧の慕情」「泪が燃える」（石原裕次郎）、「銀座の恋の物語」（石原裕次郎、牧村旬子）、「文左たから船」（三波春夫）などがある。
1990年（平成2年）9月2日死去。享年74。

## 代表曲
- 『君忘れじのブルース』（1948年（昭和23年）11月、作曲：長津義司、歌：淡谷のり子）
- 『玄海ブルース』（1949年（昭和24年）10月、作曲：長津義司、歌：田端義夫）
- 『江の島悲歌』（1951年（昭和26年）5月、作曲：倉若晴生、歌：菅原都々子）
- 『連絡船の唄』（1951年（昭和26年）6月、作曲：金山松夫、歌：菅原都々子）
- 『カスバの女』（1955年（昭和30年）6月、作曲：久我山明、歌：エト邦枝）
- 『銀座の恋の物語』（1961年（昭和36年）3月、作曲：鏑木創、歌：石原裕次郎、牧村旬子）
- 『夜霧の恋の物語』（1968年（昭和43年）7月、作曲：鶴岡雅義、歌：石原裕次郎）

## CMソング
- 『オリエンタルカレーの唄』（1954年（昭和29年）5月、作曲：平川浪竜・歌：山路智子（現：トミ藤山））